# KwieKulik
KwieKulik – polski duet artystyczny Zofia Kulik i Przemysław Kwiek działający w latach 1970–1988.
Na początku lat 70 KwieKulik we współpracy z Janem Stanisławem Wojciechowskim i Pawłem Kwiekiem (studentem PWSTTviF w Łodzi, bratem Przemysława Kwieka) stworzyli pionierską formułę performance multimedialnego. Zaprezentowany przed licznie zgromadzoną publicznością sali kinowej dnia 27 czerwca 1971 na Festiwalu Studentów Szkół Artystycznych w Nowej Rudzie performance polegał na jednoczesnej projekcji diapozytywów i filmów na parę ekranów. Nowatorstwo polegało na wielokrotnym przerywaniu projekcji i kontynuowaniu z publicznością na żywo Działań z ekranu, co z kolei było znowu dokumentowane filmem.
Tak informował o tym performance Paweł Kwiek w „Notatniku Festiwalowym” Nr 5 z 29.VI.1971:

Miejsce pokazu – Sala Główna NOK w Nowej Rudzie.
Czas – 00,30 – druga trzydzieści 27.06.71
Odbiorcy – planowani uczestnicy – studenci (...)
Cel – dalszy etap pracy zanotowany na taśmie; w przerwach projekcji dyskusja + rozwinięcie działalności na uczestników pokazu – plastyków, muzyków, filmowców + notowanie owej działalności na taśmie przez ekipy telewizyjne.

Tak pisała o tej realizacji Zofia Kulik w „Notatniku Festiwalowym” Nr.2

Celem naszym jest pokazanie dziania się pracy. W pierwszej kolejności zanotowanego przez kamerę. Notatki te to kapitał, z którego (w drugiej kolejności) czerpiemy, traktując go jako zapoczątkowanie dziania się po przerwaniu projekcji, zapaleniu świateł, przejściu z dwuwymiarowego dziania się na ekranie w trójwymiarową bryłę na jawie, gdy będzie można ją poddawać operacjom autentycznym nie iluzyjnym, nie narzuconym przez nas, jako coś skończonego, trwałego, na stałe, na wieki, co po dotknięciu przez ciebie nie drgnie, nie ugnie się, ani nie wyda głosu. To drugie dzianie się musi być zanotowane po to, żeby kapitał ciągle rósł, dojrzewał, pęczniał.

W gruncie rzeczy KwieKulik byli nie tylko prekursorami sztuki performance, lecz i sztuki interaktywnej. W latach 1972–1974 KwieKulik realizowali Działania z Dobromierzem. W tym dziele ciało nagiego dziecka jest przedmiotem operacji ukazujących zarówno opresywność kultury i polityki, jak i budowanie tożsamości jednostki przez oddziaływania społeczne. Do tego czasu prawdopodobnie jedynie Günter Brus używał swego dziecka w swojej sztuce, ale w sposób zupełnie odmienny, zgodny z potocznym „normalnym” traktowaniem dzieci. Jego córka Diana leżała na poduszce. Natomiast Dobromierz zestawiany był z różnymi przedmiotami, otaczany nimi, a wreszcie umieszczany w nich, jak np. w muszli klozetowej, czy opleciony jelitami wypatroszonej kaczki. Na początku lat 70. XX wieku byli członkami Komitetu „Galerii” UW przy Krakowskim Przedmieściu (późniejszej Galerii Repassage).

## Literatura
- Jerzy Truszkowski, Artyści radykalni, wyd. Galeria Bielska BWA, Bielsko-Biała 2004.